# FK Rad
Az FK Rad (szerbül: Фудбалски клуб Рад) egy szerb labdarúgócsapat, székhelye Belgrádban található. Jelenleg a szerb élvonalban szerepel.
1987-ben jutott fel először a jugoszláv élvonalba, és a következő idényben története legnagyobb sikerét: a 4. helyen végzett, ezzel UEFA-kupa-indulásra szerzett jogot.

## Korábbi elnevezései
- 1958–1990: Rad
- 1990–1993: GRO Rad

1993 óta jelenlegi nevén szerepel.

## Története
A FK Radot a GRO Rad munkásai alapították 1958-ban, amely alsóbb osztályú területi labdarúgó-bajnokságban kezdte meg szereplését. A klub első elnöke Petar Đerasimović lett.
A Nikola Marjanović edzette csapatot eleinte az első osztályú csapatokban pallérozódott, fiatal labdarúgók alkották, így a klub népszerűsége rohamos ütemben nőtt. A jugoszláv parlament Belgrád Banjica városrészének közepén biztosított sporttelepet, így a Rad labdarúgócsapatának mérkőzéseit hamarosan egyre több néző tekinthette meg.
A Rad támadó szellemű játéka, és a mérkőzéseken szerzett rengeteg gól újabb és újabb szurkolókat vonzott mágnesként az egyre bővülő stadionba, akik a hazai találkozókon felül már idegenbe is elkísérték kedvenceiket. Banjica városrész legnépszerűbb csapataként hamarosan felvételt nyert a belgrádi városi ligába.
1965 és 1969 között generációváltás történt, számtalan új játékos érkezett a klubhoz, majd nem sokkal később lecserélték a klub színeit is.
A dinamikus fejlődés az 1986–87-es szezonban érett be, a Rad feljutott a jugoszláv élvonalba. A megkapaszkodás nehézkes, de sikeres volt, a csapat a 15., még bennmaradást jelentő helyen végzett.
Az első, és mindmáig legsikeresebb évadot az 1988–89-es kiírásban jegyezte, mikor a legjobb jugoszláv csapatok versengésében a 4. helyen végzett, így jogot szerzett, hogy az UEFA-kupa keretein belül az európai kupák porondjára lépjen. A görög Olimbiakósz ellen pályaválasztóként 2–1-es győzelmet aratott, és az pireuszi 2–0-s vereség ellenére emelt fővel búcsúzott.
Később bár többször is az élmezőnyben végzett, a 4. helynél jobb eredményt nem tudott elérni, a csapatról leginkább szurkolótáborának futballhuliganizmusa miatt cikkeztek.

## Eredményei

### Európaikupa-szereplés

#### Összesítve
| Kupa       | J | GY | D | V | LG–KG |
| ---------- | - | -- | - | - | ----- |
| UEFA-kupa  | 2 | 1  | 0 | 1 | 2–3   |
| Összesítve | 2 | 1  | 0 | 1 | 2–3   |

#### Szezonális bontásban
| Idény     | Kupa      | Forduló    | Klub        | 1. mérk. | 2. mérk. |
| --------- | --------- | ---------- | ----------- | -------- | -------- |
| 1989–1990 | UEFA-kupa | 1. forduló | Olimbiakósz | 2–1      | 0–2      |

## Szurkolók
A Rad csapatának szurkolótábora nemcsak végtelen hűségéről, hanem sorozatos rendbontásairól, erőszakos cselekményeiről híres Szerbia labdarúgó-stadionjain belül és kívül egyaránt. Legnagyobb csoportja a United Force, melynek tagjai szélsőséges nacionalista érzelmeket táplálnak, és kapcsolatba hozhatók különböző neonáci csoportokkal is.